# Hugo Hol
Hugo Gerard Hol (Den Haag, 10 juli 1944) is een Nederlandse beeldhouwer.

## Leven en werk
Hol werd opgeleid aan de kunstacademie van Arnhem als beeldhouwer met de materialen hout en steen. Hij is als metaalkunstenaar evenwel een autodidact. In 1976 vestigde hij zijn atelier in de provincie Groningen. Vrijwel direct werd hij via de BKR-regeling toegevoegd aan het team dat Edu Waskowsky assisteerde bij de vervaardiging van het Joods monument. Tot de overige leden van dit team behoorden onder anderen René de Boer en Jef Depassé. Hol maakte zich het werken met messing en brons eigen in het atelier van Waskowsky aan de Winschoterkade in Groningen.
Hol, die in Den Andel woont en werkt, maakt zijn beelden van messingplaten, die hij aan elkaar last met bronzen lasdraden. Hij houdt hierbij de lasnaden, en soms de staven lasbrons, bewust zichtbaar als onderdeel van zijn kunstwerken. Grotere werken maakt hij in samenwerking met zijn vroegere stagiair Egbert Hanning, met wie hij bevriend is gebleven, in diens atelier. In 2013 restaureerde hij de haan van Klaas van Dijk aan de Praediniussingel in Groningen.

## Werken (selectie)
- Anti-kernwapenmonument (1985), Emmaplein, Groningen
- Boek(druk)kunst (1986?), Zuidwolde
- Levensboom (1999)[2], Nieuwe Boteringestraat in Groningen (met medewerking van Egbert Hanning) - het object werd later uitgebreid met enkele messing reliëfs

- RKD-Nederlands Instituut voor Kunstgeschiedenis: 39103